# Австралійська акула мармурова
Австралійська акула мармурова (Asymbolus funebris) — акула з роду австралійська плямиста акула родини котячі акули.

## Опис
Загальна довжина досягає 44,2 см. Голова невелика. Морда коротка, округла. Очі великі, овальної форми з мигательною перетинкою. Рот довгий, великий. Зуби маленькі, загострені. У неї 5 пар зябрових щілин. Тулуб витягнутий, масивний. Грудні плавці великі, округлі. Має 2 спинних плавця невеликого розміру. Задній спинний плавець більше за передній. Передній спинний плавець розташовано позаду черевних плавців, задній — позаду анального. Черевні плавці помірного розміру, широкі, з загостреними кінчиками. Анальний плавець довгий, низький. Хвіст короткий. Хвостовий плавець витягнутий, гетероцеркальний. Верхня лопать широка.
Забарвлення коричнювате з більш темними плямочками, що нагадує мармурове маркування. Звідси походить назва цієї акули.

## Спосіб життя
Тримається на глибині 200 м. Доволі стрімка та швидка акула. Активна вночі. Полює на здобич біля дна. Живиться донними ракоподібними та невеличкою костистою рибою.
Це яйцекладна акула. Самиця відкладає 1-2 яйця.
Не є об'єктом промислового вилову.

## Розповсюдження
Мешкає на сході Індійського океану в акваторії Річерче (південь Західної Австралії).